# Andorra pintoresca
Andorra pintoresca és una pel·lícula muda, del 1909 dirigida pel cineasta català Ricard de Baños i Martínez i actualment desapareguda. La bibliografia cinematogràfica considera que és el primer film de la història mai enregistrat al Principat d’Andorra.
L’obra va ser realitzada com un documental o reportatge a càrrec d'Hispano Films, laboratori barceloní pioner en la producció cinematogràfica i en la qual De Baños i Martínez mateix actuà com a productor i director.
Atès que el magatzem d’Hispano Films va cremar durant un incendi el segle xx, no se n’ha trobat cap còpia preservada i el seu contingut i duració romanen desconeguts. Només n’ha arribat informació a través de mencions històriques sobre la productora i sobre la trajectòria professional del director.